# ウォーハッチーの戦い
ウォーハッチーの戦い（ウォーハッチーのたたかい、英: Battle of Wauhatchie）は、南北戦争3年目の1863年10月28日と29日、テネシー州ハミルトン郡とマリオン郡、およびジョージア州デイド郡で起きた戦闘である。北軍はテネシー川のブラウン渡しを確保し、チャタヌーガにいる北軍部隊への供給線を開いた。南軍は渡し場を守る北軍を排除して、再度供給線を止めようとしたが、敗北した。ウォーハッチーは南北戦争の中でも数少ない夜戦の1つである。

## 背景
ウィリアム・ローズクランズ少将が指揮する北軍はチカマウガの戦いで大敗を喫した後、テネシー州チャタヌーガに後退した。南軍のブラクストン・ブラッグ将軍指揮するテネシー軍が市を包囲し、北軍を飢えさせて降伏に追い込もうとした。ブラッグの軍隊はミッショナリー・リッジとルックアウト山を占拠し、そのどちらからもチャタヌーガ市、テネシー川、北軍の供給線をしっかりと見下ろすことができた。南軍はチャタヌーガに向かっている全ての輜重隊を襲撃したので、北軍は兵士を食べさせていくために別の方法を見つける必要があった。北軍のユリシーズ・グラント少将はローズクランズを解任し、後任にジョージ・ヘンリー・トーマス少将を据えた。チャタヌーガに到着した時のグラントにとって優先事項は、北軍の物資を補充することだった。

### ブラウン渡しの作戦
グラントとトーマスは1863年10月26日に「クラッカー・ライン作戦」を始めた。それはテネシー川沿いのブラウン渡しからチャタヌーガへの道を開き、同時にルックアウト渓谷を進んでケリー渡し道路を確保するように考えられていた。ミシシッピ軍事師団の技師長であるウィリアム・F・"ボールディ"・スミス准将が、クラッカー・ライン作戦の全体を考案し、ブラウン渡しの橋頭堡を築く任務を与えられた。これを行うために第14軍団第3師団から2個歩兵旅団を割り当てられた。ジョン・B・ターチン准将の第1旅団と、ウィリアム・B・ヘイズン准将の第2旅団だった。
10月27日午前3時、ヘイズン旅団の一部が浮き桟橋に乗り、ブラウン渡しに近いモカシン・ベンドあたりに向かった。ターチンの旅団はブラウン渡しの対岸、モカシン・ベンドに陣を布いた。ヘイズン隊は上陸して橋頭堡を確保し、川を渡す船橋に陣取り、ターチン隊が川を渡って、自隊の右手に陣取れるようにした。
南軍アラバマ第15連隊のウィリアム・C・オーツ大佐が、自分の連隊と他の部隊の一部を率いて渓谷を守っていた。指揮系統の混乱によって、オーツは3個予備連隊がどこに陣取っているかを知らなかった。北軍が突然上陸してきた後、オーツは持っている部隊だけで反撃を試みたが、自身が重傷を負った後に撃退された。その時になってイベンダー・M・ローが予備連隊を率いて回って来たが、既に遅かった。北軍は多勢であり、さらに塹壕を掘って守っていた。

### フッカー隊の前進
一方、北軍のジョセフ・フッカー少将は3個師団を率いて、ブリッジポートから鉄道に沿い、シェルマウンドとラニングウォーター・クリーク峡谷を経て前進していた。10月28日、フッカー隊は急速に前進した後にルックアウト・バレーに入り、ルックアウト山で会談を行っていた南軍のブラクストン・ブラッグとジェイムズ・ロングストリート両将軍を驚かせることになった。ロングストリートは更に南西の方へ北軍が攻撃する可能性について心が奪われ、フッカー隊の前進を適切に偵察することができていなかった。
フッカーは、その部隊で10月28日にルックアウト・バレーを通り過ぎるときに、ジョン・ギアリー准将の師団をナッシュビル・アンド・チャタヌーガ鉄道の駅、ウォーハッチー駅に分遣隊を派遣し、南西方向への通信線と西のケリー渡しへの道路を守らせた。フッカーの隊が目標としていた地点に着くと、「フッカーの配置は惨めなものであり」、オリバー・O・ハワード少将の兵力が少ない第11軍団が、ブラウンの渡しで「行き当たりばったりの野営を」していた。さらに悪いことに、鉄道守備に派遣した後のギアリーの師団は僅か1,500名しかおらず、孤立した形になった。

## 戦闘
ブラッグはロングストリートに新しい北軍を追い返すよう命令した。輜重隊がウォーハッチー近くで停まっていたことに注目し、ロングストリートはギアリー隊を潰すことにした。マイカ・ジェンキンス准将の師団に北軍に夜襲を掛けるよう命令した。ローが自分の部隊とジェローム・B・ロバートソン旅団とで、フッカー隊がギアリー隊を補強しないようにしている間に、ジェンキンスの支配下にある1,800名からなるサウスカロライナ旅団（ジョン・ブラットン大佐指揮）がウォーハッチー駅を襲撃することにした。ローは、ヘンリー・ベニング准将の旅団をローとブラットンの動きを支援するために残すことにした。攻撃は10月28日夜の10時を予定されたが、混乱で真夜中まで遅れた。ギアリーとその士官達は攻撃を予測しており、哨兵を出していたが、攻撃の突然さに驚かされた。北軍守備隊は北からブラットンに囲まれ、北と東を面にしたVの字の戦列を布いた。ギアリーの息子の砲兵中尉がこの戦闘で負傷し、父の腕の中で死んだ。
第11軍団は戦闘の音を耳にし、素早くブラウン渡し近くで隊列を組んだ。フッカーは指揮系統の下にあるオリバー・ハワードを飛ばして、カール・シュルツ少将に援軍としてウォーハッチー駅に向かうよう命じた。混乱の中で、北軍アドルフ・フォン・シュタインヴェーア准将がその師団を最初に道路に取り付かせた。シュタインヴェーア師団に属するオーランド・スミス大佐の旅団は、ブラウン渡しから道路を見下ろす高さ200フィート (60 m) の丘に陣取っていたローの南軍部隊に発砲された。スミスは方向を変えて丘に登り始めた。一方、フッカーは第11軍団の2個師団を誤ってローとベニングの対抗に送っており、ギアリーの救援に向かわせる部隊が無かった。ローの2,000名の部隊はフッカーの部隊より勢力で大きく劣っていたものの、丘の上という陣地は当然ながら強かった。暗闇の中で、ローの部隊と直接接触できたのは、スミスの700名の旅団だけだった。スミス隊の何度か活発な攻撃がその度に撃退された。このとき、ローは誤った報告を受け、撤退を決めた。その部隊が塹壕を離れたそのときに、スミス隊がなだれ込み、幾らかの兵士を捕虜に取り、秩序だった撤退が出来ていなかった連隊を追い散らした。一方、フッカーはハワードに幾らかの騎兵隊を率いてウォーハッチーに向かわせることに合意していた。
ギアリー隊はしっかりと守備位置を守り続けたが、弾薬が尽きかけていた。ブラットンが戦いに勝ちそうだと感じ取り始めたとき、北軍の援軍が後方に到着したために後退を命じる知らせを受けた。ブラットンはルックアウト山まで後退し、ベニングの旅団をうまく支援した。ウォーハッチーの戦闘ではブラットン隊が356名の犠牲者を出し、ギアリー隊は216名だった。

## 戦闘の後
北軍のラバが戦闘に驚いて暴走し、それが南軍に騎兵隊に拠る攻撃と思わせ、南軍を撤退させたという噂が北軍の宿営地に広まった。北軍兵はラバに「馬として名誉昇進させる」という冗談を言っていた。実際のところ、ハンプトン・リージョンが短時間のみ、このラバのために秩序を乱したことがあった。しかしこの小康状態によって、ニューヨーク第137連隊が北軍前線に開いた穴を埋めることが出来ていた。
この戦闘全体で、北軍の損失は戦死78名、負傷327名、不明15名となった。南軍は戦死34名、負傷305名、不明69名と報告した。ある証言では、ブラットン隊が408名を失い、ロー隊は52名を失っただけだったとなっている。ギアリーは、南軍兵153名の遺体を埋葬し、100名以上を捕まえたと報告したので、南軍の損失は900名を超えていた可能性もある。北軍はチャタヌーガ市に対する補給路を確保でき、クラッカー・ラインを通じて物資、武器、弾薬さらに援軍を受け取ることができた。このことにより、11月28日の第三次チャタヌーガの戦いに繋がる道ができた。